# كيكو منابي
كيكو منابي (باليابانية: 眞鍋敬子) هي لاعب هوكي الحقل يابانية، ولدت في 11 مارس 1987.

## وصلات خارجية
- كيكو منابي على موقع أوليمبيديا (الإنجليزية)